# Aeroporto Internacional de Leeds Bradford
O Aeroporto Internacional de Leeds Bradford (em inglês: Leeds Bradford Internacional Airport) atua nas cidades de Leeds e Bradford (West Yorkshire), bem como as zonas circundantes de West Yorkshire e North Yorkshire. 
O aeroporto é a principal base da companhia aérea Jet2.com. Há voos para a maioria dos grandes aeroportos europeus disponíveis, bem como voos para o Paquistão. 
O aeroporto está situado em Yeadon, ao Noroeste de Leeds e é a maior em Yorkshire.